# 39. Infanterie-Division (Wehrmacht)
La 39. Infanterie-Division fu una divisione dell'esercito tedesco attiva durante la seconda guerra mondiale, che venne creata nel 1942 e fu schierata lungo il Fronte Orientale dove fu sciolta nel 1943.

## Storia
La divisione fu ordinata il 7 luglio 1942 e dopo la sua formazione fu schierata nell'area di Vlissingen, nei Paesi Bassi dove rimase fino al marzo del 1943, quando fu trasferita tramite ferrovia in Ucraina e impiegata nella guerra di trincea nell'area di Charkiv, successivamente, dopo l'inizio dell'offensiva russa nell'estate del 1943, dovette ritirarsi sul Dnepr e prendere nuove posizioni tra Kirovograd e Krivoy Rog. Il 23 ottobre 1943 fu emesso l'ordine di sciogliere la divisione: la fanteria formò il gruppo di divisione 39 e lo stato maggiore formò lo stato maggiore della 41. Festungs-Division.

## Ordine di battaglia
- Infanterie-Regiment 113
- Infanterie-Regiment 114
- Artillerie-Regiment 139
- Panzerjäger-Abteilung und Aufklärungs-Abteilung 139
- Feldersatz-Bataillon 139
- Infanterie-Divisions-Nachrichten-Abteilung 139
- Infanterie-Divisions-Nachschubführer 139[1]

## Decorazioni
Alcuni soldati della 39. Infanterie-division furono premiati per le loro azioni in guerra:
- Croce Tedesca
  - in oro: 4
- Croce di Cavaliere della croce di ferro: 3
- Distintivo per combattimenti ravvicinati:
  - in bronzo: 1

## Comandanti
- Generalleutnant Hugo Höfl (10 luglio 1942 - 30 dicembre 1942)
- Generalleutnant Ludwig Löweneck (30 dicembre 1942 - 15 maggio 1943)
- Generalmajor Maximilian Hünten (15 maggio 1943 - 3 settembre 1943)
- Generalleutnant Paul Mahlmann (3 settembre 1943 - novembre 1943)[1]